# Blankenhof
Blankenhof är en kommun och ort i Landkreis Mecklenburgische Seenplatte i förbundslandet Mecklenburg-Vorpommern i Tyskland.
I kommunen finns orterna Blankenhof, Chemnitz och Gevezin.
Kommunen ingår i kommunalförbundet Amt Neverin tillsammans med kommunerna Beseritz, Brunn, Neddemin, Neuenkirchen, Neverin, Sponholz, Staven, Trollenhagen, Woggersin, Wulkenzin och Zirzow.